# Alcis diprosopa
Alcis diprosopa là một loài bướm đêm trong họ Geometridae.